# Autoroute A105
Die Autobahn A 105 verbindet die La Francilienne (N 104) mit Melun (N 105) und kreuzt die A 5. Sie beginnt in Combs-la-Ville und endet in Vert-Saint-Denis. Sie ist kostenlos, allerdings von APRR lizenziert. Bei der Eröffnung war die Autobahn als A 5b nummeriert. Sie hat eine Länge von 9,0 km.

## Geschichte
- 1994: Inbetriebnahme der Verbindung in den Norden Francilienne/A 105 (16 km)